# Гуджабидзе, Гоча
Гоча Гуджабидзе (груз. გოჩა გუჯაბიძე; 7 июля 1971) — советский и грузинский футболист.

## Карьера

### Клубная
В 1989 году сыграл 1 матч в Кубке Федераций. В 1990 году перешёл в клуб «Гурия», где провёл два года. После чего перебрался в «Алазани». Далее играл за «Байю» из Зугдиди. В 1994 году перешёл в клуб «Самтредиа». В середине июля 1995 года перебрался в российский клуб «Ростсельмаш». За клуб в чемпионате России дебютировал 22 июля того года в выездном матче 17-го тура против новороссийского «Черноморца». Всего в России провёл 13 матчей. По окончании сезона покинул клуб и вернулся в Грузию, где выступал за «Кодако». Полгода провёл в польском клубе КЗСО. Далее играл за батумское «Динамо», «Мерани» и «Гурию». Завершил карьеру в 2005 году в клубе «Чихура».

### Международная
6 сентября 1995 года в матче в рамках отборочного этапа к чемпионату Европы 1996 года провёл единственную встречу за сборную Грузии, отыграв 90 минут в выездном матче против сборной Германии.